# Сан-Лоренсу-де-Селью
Сан-Лоренсу-де-Селью (порт. São Lourenço de Selho)  —  район (фрегезия) в Португалии,  входит в округ Брага. Является составной частью муниципалитета  Гимарайнш. Находится в составе крупной городской агломерации Большое Минью. По старому административному делению входил в провинцию Минью. Входит в экономико-статистический  субрегион Аве, который входит в Северный регион. Население составляет 1841 человек на 2001 год. Занимает площадь 1,98 км².
Покровителем района считается Святой Лоренсо (порт. São Lourenço). 